# لشکر زرهی یوتربوگ
لشکر زرهی یوتربورگ (به انگلیسی: Panzer Division Jüterbog) یک لشکر پنزر از ارتش آلمان نازی در طول جنگ جهانی دوم بود که در ۲۰ فوریه ۱۹۴۵ برای مدتی کوتاه فعال بود.